# Armorial des familles d'Alsace
Cette page donne les armoiries (figures et blasonnements) des familles nobles et notables originaires d'Alsace ou qui ont possédé des fiefs en Alsace sans tenir compte de la chronologie.
- Haut – A
- B
- C
- D
- E
- F
- G
- H
- I
- J
- K
- L
- M
- N
- O
- P
- Q
- R
- S
- T
- U
- V
- W
- X
- Y
- Z

## A
| Blason | Nom de la famille, blasonnement et devise  |
| ------ | ------------------------------------------ |
|        | Famille Andlau D'or à la croix de gueules. |

## B
| Blason | Nom de la famille, blasonnement et devise |
| ------ | --- |
|        | Famille de Berckheim ou Berkheim D'or à la croix de gueules., - Cimier : une canette d'or, posée sur un coussin de gueules, houppé d'or.                                               |
|        | Famille Boeckel de Boecklins De gueules au bouc saillant d'argent, accorné d'or., Différences entre dessin et blasonnement : Le bouc est représenté onglé d'or. Alias le bouc rampant. |
|        | Famille de Boppard |

## C
| Blason | Nom de la famille, blasonnement et devise                                 |
| ------ | ------------------------------------------------------------------------- |
|        | Famille de Cointet de Filain De sable au sautoir d'argent ; au chef d'or. |

## D
| Blason | Nom de la famille, blasonnement et devise |
| ------ | --- |
|        | Famille de Dabo / Dagsburg D'argent à un lion de sable et une escarboucle de huit sceptres d'or brochant sur le lion à la bordure de gueules. - Cimier : un vol de sable semé de feuilles de tilleul d'argent les tiges en haut. |
|        | Famille des Deux-Ponts-Bitche D'or au lion de gueules armé et lampassé d'azur. |
|        | Famille de Dietrich |

## F
| Blason | Nom de la famille, blasonnement et devise                          |
| ------ | ------------------------------------------------------------------ |
|        | Famille de Flachslanden ou Flaschslanden D'or à la barre de sable. |
|        | Famille de Fleckenstein De sinople à trois fasces d'argent.        |

## G
| Blason | Nom de la famille, blasonnement et devise                                                                        |
| ------ | --- |
|        | Famille de Geroldseck ou Geroltzeck D'argent semé de billettes d'azur ; au lion de gueules brochant sur le tout. |

## H
| Blason | Nom de la famille, blasonnement et devise                                                          |
| ------ | -------------------------------------------------------------------------------------------------- |
|        | Famille des comtes de Habsbourg D'or au lion rampant de gueules, armé lampassé et couronné d'azur. |
|        | Famille de Hanau D'or à trois chevrons gueules.                                                    |
|        | Famille Hattstatt D'or au sautoir de gueules.                                                      |
|        | Maison de Hohenlohe D'argent à deux léopards couards de sable.                                     |
|        | Maison de Hohenstaufen D'or à trois lions passants de sable l'un sur l'autre.                      |

## K
| Blason | Nom de la famille, blasonnement et devise |
| ------ | --- |
|        | Famille Kageneck De gueules à la bande d'argent. - Cimier : une tête et col de lion de gueules, couronnée d'or, ayant entre ses dents une toile d'argent, flottant à senestre. |

## L
| Blason | Nom de la famille, blasonnement et devise |
| ------ | --- |
|        | Famille de Landsberg De sinople à une montagne à six coupeaux d'or, coupé d'argent plein. - l'écu timbré d'un casque de tournoi orné de lambrequins d'argent et de sinople. - cimier : un demi-corps de femme sans bras, couronné d'or et vêtu aux couleurs de l'écu. |
|        | Famille de Lichtenberg D'argent au lion à la queue fourchue de sable, lampassé de gueules et à la bordure du même. |

## M
| Blason | Nom de la famille, blasonnement et devise |
| ------ | --- |
|        | Famille de Masevaux De gueules à deux lions d'argent couronné d'or. |
|        | Maison de Moers-Sarrewerden Écartelé, aux 1 et 4 d'or à la fasce de sable, aux 2 et 3 de sable à l'aigle à deux tête d'argent, becquée et membrée d'or.                          |
|        | Famille de Montjoie alias Frohberg De gueules à une clef d'argent. |
|        | Famille de Mörsberg D'argent échiqueté de gueules. |
|        | Famille de Müllenheim De gueules à une rose d'argent à la bordure d'or. Différences entre dessin et blasonnement : le boutonné d'or appartient à la famille Müllenheim-Rechberg. |

## N
| Blason | Nom de la famille, blasonnement et devise |
| ------ | --- |
|        | Famille de Nassau-Saarbrücken, comtes de Saarebruck Écartelé : I et IV, d'azur, semé de billettes d'or, au lion couronné du même, armé et lampassé de gueules (Nassau) ; II et III, cousu d'azur, semé de croisettes d'or, au lion d'argent, armé et couronné du second (Sarrebrück). |

## O
| Blason | Nom de la famille, blasonnement et devise                                                                      |
| ------ | --- |
|        | Famille Œsinger D’azur à deux fasces d’or en chef et une tête de lion du même en pointe lampassée de gueules., |
|        | Famille d'Ochsenstein De gueules à deux fasces d'argent.                                                       |

## R
| Blason | Nom de la famille, blasonnement et devise |
| ------ | --- |
|        | Famille de Rathsamhausen D'argent à la face de sinople à la bordure de gueules. |
|        | Famille de Reinach D'or, à un lion à la queue double de gueules capuchonné d'azur, lampassé de gueules. Alias à un lion de gueules, dont la tête est d'azur et lampassé aussi de gueules. |
|        | Famille de Ribeaupierre D'argent à trois écussons de gueules. |
|        | Maison de Rohan Écartelé : aux 1 et 4 : de gueules à une bande d'argent chargée d'un filet de sinople (qui est de l'évêché de Strasbourg) ; au 2 et 3 : de gueules à la bande d'argent côtoyée de deux cotices fleuronnées du même (qui est de Basse-Alsace) ; sur le tout, parti : en 1 : de gueules à neuf macles d'or, posés 3, 3, 3 (qui est de Rohan) ; et en 2 : d'hermine plain (qui est de Bretagne). |

## S
| Blason                        | Nom de la famille, blasonnement et devise |
| ----------------------------- | --- |
|                               | Famille Saarbrücken-Commercy D'azur, semé de croisettes d'argent, au lion d'argent, armé et lampassé de gueules, couronné d'or. Différences entre dessin et blasonnement : écarts car la queue fourchue et les croisettes représentées sont recroisetées et au pied fiché, ces deux points ne sont pas blasonnés. |
|                               | Maison de Sarrewerden De sable à l'aigle bicéphale d'argent, becquée et membrée d'or, lampassée de gueules. |
| Blason famille de Schauenburg | Famille de Schauenburg olim de Schauenbourg D'argent à la bordure nébulée d'or et d'azur, au sautoir de gueules brochant sur le tout. Alias : coupé : au 1 parti : a) à dextre : écartelé, aux 1 et 4, d'or au vol d'aigle ouvert de sable ; au 2, d'azur à la barre cousue de gueules chargée d'une flèche d'or et accompagnée de deux étoiles du même ; au 3, d'azur au rocher de sinople à trois coupeaux mouvants de la pointe, sommé de trois épis d'or ; b) à senestre : des barons Militaires ; au 2 d'or à l'écusson d'argent, à l'orle dentelé d'azur, au sautoir de gueules brochant sur le tout. |

## T
| Blason | Nom de la famille, blasonnement et devise |
| ------ | --- |
|        | Famille Thierstein D'or, à une biche de gueules, passant sur un tertre de sinople. |
|        | Famille de Turckheim Écartelé aux 1 et 4 : d'azur, au lion d'or, lampassé et armé de gueules ; aux 2 et 3 d'or à la fasce de sable, accompagnée de deux étoiles à six rais du même 1 et 1. |

## Z
| Blason | Nom de la famille, blasonnement et devise                                                |
| ------ | ---------------------------------------------------------------------------------------- |
|        | Famille Zaessingue D'azur au lion rampant d'argent lampassé de gueules et couronné d'or. |
|        | Famille Zorn Coupé : au 1 de gueules à une étoile d'argent ; au 2 d'or plein.            |